# Front commun pour le Congo
Pour les articles homonymes, voir FCC.
Le Front commun pour le Congo (FCC) est un groupe parlementaire de l'Assemblée nationale de la République démocratique du Congo qui comprend, entre autres, le parti majoritaire, le Parti populaire pour la reconstruction et la démocratie. Il est étroitement lié à l'ancien président de la RD Congo de 2001 à 2019, Joseph Kabila, qui l'a formé mi-2018 pour organiser les forces politiques pour les élections générales de décembre 2018. Pour cette raison, il est également appelé coalition Kabila, ainsi que successeur de l'Alliance pour la majorité présidentielle, qui est le bloc majoritaire progouvernemental dans les deux chambres du Parlement de 2006 à 2018.

## Histoire
Depuis les élections de 2018, le FCC détient la majorité à l'Assemblée nationale et au Sénat. Lors des élections provinciales d'avril 2019, le FCC obtient également les postes de gouverneurs de 16 des 24 provinces dans lesquelles des votes ont eu lieu. Le FCC négocie avec le président nouvellement élu, Félix Tshisekedi du Cap pour le changement (Cach), pour former un nouveau gouvernement,. Ayant la majorité au Parlement, le FCC nomme également le prochain Premier ministre. Le fait que le FCC contrôle le parlement et les gouvernements provinciaux signifie que la capacité du président Tshisekedi à gouverner est limitée.
Le 27 juillet 2019, le FCC et le Cach parviennent à un accord sur la formation d'un nouveau gouvernement. Le nouveau cabinet de Sylvestre Ilunga comprend 65 membres, dont 42 pour les candidats du FCC, notamment, les ministères de la Défense, de la Justice et des Finances,.

### Évolution
En janvier 2021, 42 députés du PPRD ont quitté le FCC pour l'Union sacrée, de même que neuf de l'ACO et la totalité de l'AFDC et de l'AAB.

## Élections

### Présidence
| Année | Candidat                  | Résultat  | Résultat |
| Année | Candidat                  | Votes     | %        |
| ----- | ------------------------- | --------- | -------- |
| 2018  | Emmanuel Ramazani Shadary | 4 357 359 | 23,8%    |

### Sénat
| Année | Voix | % | Rang | Sièges   |
| ----- | ---- | - | ---- | -------- |
| 2019  |      |   | 1er  | 98 / 109 |

### Assemblée nationale
| Année | Voix | % | Rang | Sièges    |
| ----- | ---- | - | ---- | --------- |
| 2018  |      |   | 1er  | 341 / 500 |